# Verdwenen dorpen in Vlaanderen

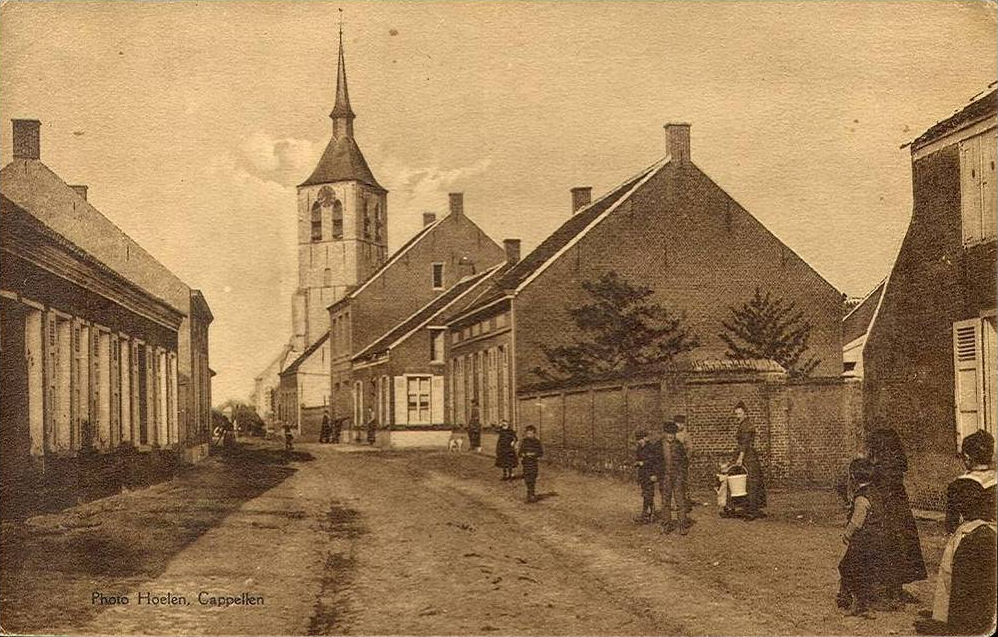
Een postkaart van het verdwenen dorp Wilmarsdonk

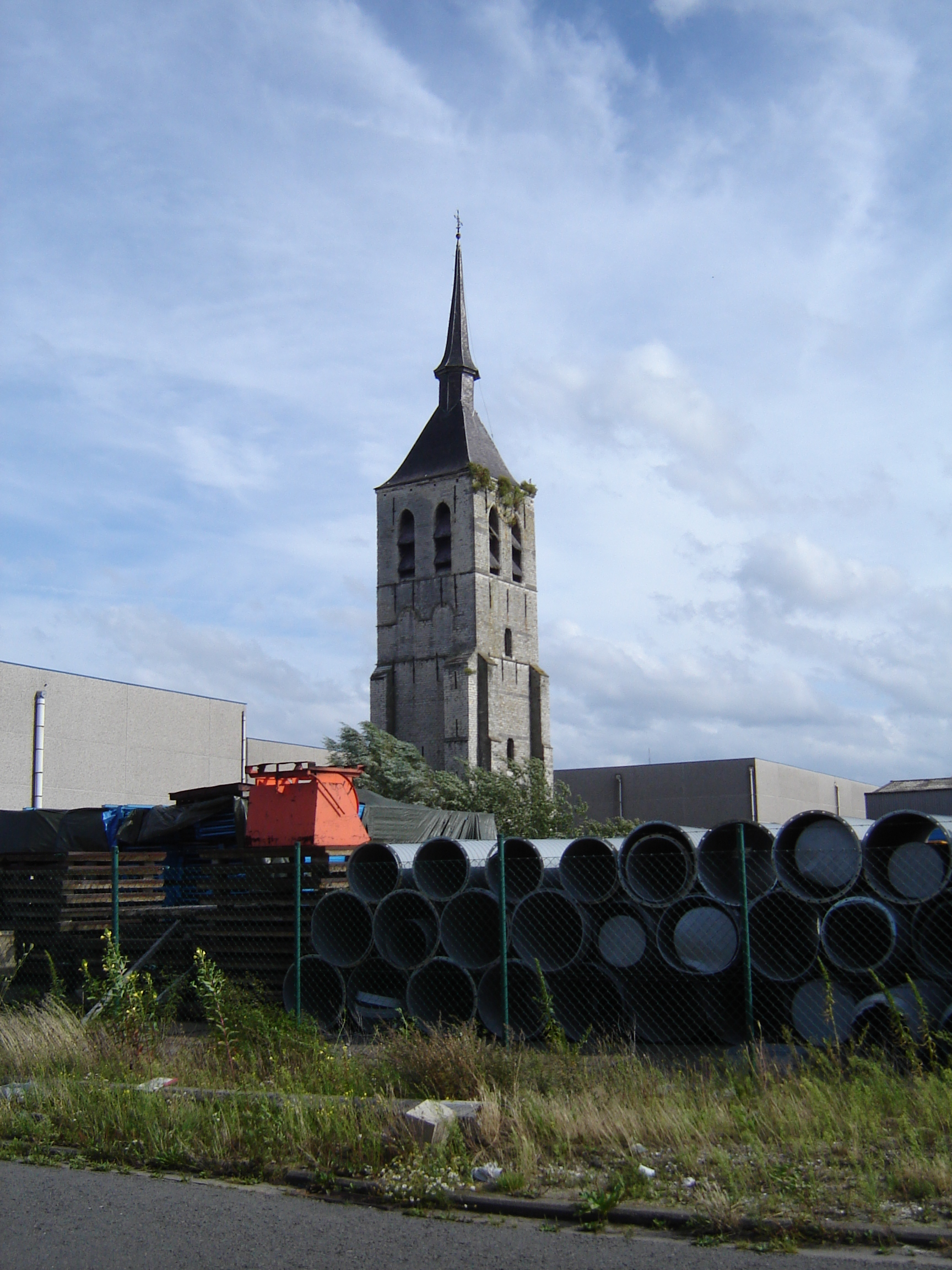
De overgebleven kerktoren van Wilmarsdonk

In wat nu bekend is als Vlaanderen zijn er doorheen de tijd (polder)dorpen verdwenen of verplaatst door stormvloeden, langdurige overstromingen, totale verwoesting of door havenuitbreidingen.

## Verdwenen dorpen door afbraak
Er zijn polderdorpen verdwenen door de uitbreiding van de Antwerpse haven zoals Oosterweel, Oorderen, Lillo en Wilmarsdonk.
- In 1900 telde Oosterweel nog 1075 inwoners, maar werd het zo goed als volledig afgebroken om plaats te maken voor de uitbreiding van de haven. Op de plaats van het vroegere dorp bevinden zich nu de Antwerpse petroleumdokken. Het enige restant is de Sint-Jan-de-Doperkerk.
- Hetzelfde geldt voor het dorp Oorderen, dat voor het eerst vermeld werd in 1116. Ook dit dorp werd in 1965 afgebroken om plaats te maken voor de Antwerpse haven.[1] Aan de rand van het dorp lag in de 16e eeuw nog een gehucht genaamd ‘Ordam' of 'Oorderdam’, dat tijdens de Tachtigjarige Oorlog volledig verdronk en niet meer werd opgebouwd. Op de plaats van het vroegere dorp kwam Plant 2 van General Motors te liggen, het latere Opel Antwerpen.[2] Er bleef slechts één gebouw bewaard, deze schuur ‘de Berghoeve’ werd verplaatst naar Bokrijk.
- Het Antwerpse dorp Lillo is slechts een fractie van wat het ooit geweest is. Enkel een kleine woonkern binnen het Fort Lillo bleef over. Zo verdwenen de gehuchten, die vanaf de tweede helft van de 19e eeuw tot dorpen uitgroeiden, Oud-Lillo en Kruisweg, wederom voor de uitbreiding van de haven. Waar ooit Kruisweg lag, ligt nu het Kanaaldok.
- Het dorp Wilmarsdonk verdween omdat het in de jaren zestig moest plaats maken voor de haven van Antwerpen. In 1966 werden de laatste resten van het dorp gesloopt, alleen de gotische toren van de Sint-Laurentiuskerk bleef staan. De toren staat nu te midden van een bedrijventerrein.[3]

## Verdwenen dorpen door overstromingen
Testerep was tot de 11e eeuw een eiland voor de Vlaamse kust, daarna werd het door inpoldering deel van het vasteland. Op dit eiland lagen de dorpen Westende, Middelkerke en Oostende. Door de Sint-Clemensvloed in 1334 en later door de Sint-Vincentiusvloed in 1394 verdween het oude Oostende onder het water. Hierdoor ontvluchtten duizenden stedelingen noodgedwongen hun stad en zouden zij 500 meter landinwaarts een nieuwe stad stichten: het nieuwe Oostende. In de vijftiende en zestiende eeuw zouden de verwoestende vloedgolven van een nieuwe reeks van stormvloeden de noordelijke helft van Testerep uiteindelijk in de Noordzee doen verdwijnen. De dorpen Westende en Middelkerke konden blijven bestaan, al verloren ook zij grote delen land. Zo waren er nog tot de jaren 70 veenwinningskuilen zichtbaar op het strand. Een belangrijk gehucht van Oud Oostende was Walraversijde, een vissersdorp. Maar doordat de inwoners al zeer snel te maken kregen met overstromingen, bouwden men al rond de 14e eeuw een nieuw Walraversijde, dat snel uitgroeide naar een welstellend dorp van ongeveer zo’n 100 huizen. Ook was er een molen, een brouwerij en een tussen 1420 en 1430 gebouwde kerk. Vandaag liggen er nog restanten van Walraversijde in Provinciedomein Raversijde, waar een museum volledig in het teken staat van het verdwenen dorp.
Ook was er een dorp of gehucht, het vissersdorp Nieuwe Yde. Dit dorp lag ter hoogte van Oostduinkerke.
Nattenhaasdonk lag bij de plaats Hingene te Bornem. Ook dit dorp kent een lange geschiedenis, startende van de vierde eeuw. Door verschillende overstromingen doorheen de eeuwen verlieten heel wat inwoners het dorp. Uiteindelijk in 1825 na de zoveelste overstroming besloot de laatste groep van inwoners hun dorp te verlaten.

## Verdwenen dorpen door opheffing of vernietiging
Er zijn enkele dorpen die door hun bestuurlijke opheffing ophielden te bestaan. Hierdoor werden zij vaak opgenomen in een groter dorp of stad of stopte de bewoning op lange termijn, ook werden sommige dorpen zo zwaar vernield dat men een nieuw dorp ging bouwen. Zo is er Sint-Margriete, een dorp dat verdween tijdens de overstromingen van 1376, enkel het kerkhof bleef wellicht nog in gebruik tot in de 16de eeuw. Sint-Katharinakapelle was een volwaardig dorp dat verdween doordat het bijgevoegd werd bij Pervijze.
De dorpen Sint-Rijkers, 's Heerwillemskapelle, Zoutenaaie waren zelfstandige dorpen met een eigen parochie en kerk. Door de Franse Revolutie werd ze zo sterk beschadigd dat de dorpen of hun centrum werden afgebroken. Het dorp Stuivekenskerke werd noodgedwongen na de volledige vernieling tijdens de Eerste Wereldoorlog volledig heropgebouwd. De burgemeester besliste toen dat een nieuwe kerk in de nabijheid van zijn landgoed, Vicogne, zou worden gebouwd. Daarmee verplaatste de dorpskern zich enkele kilometers in noordelijke richting. De kerk, de kasteelhoeve Vicogne, de pastorie en de gemeenteschool werden heropgebouwd. Vandaag bestaat er nog wel het gehucht Oud-Stuivekenskerke, de voormalige kern van het oude dorp. Ook de dorpen Kaaskerke en Oostkerke werden verplaatst.